# Federico Blume
Federico Blume y Othon (* Antillas Danesas, 1831 - Lima, 5 de marzo de 1902) fue un ingeniero peruano, considerado el pionero de la navegación submarina en el Perú y en América Latina al construir su primer submarino o sumergible operacional, el Toro Submarino.

## Biografía
Juan Carlos Federico Blume y Othon, nació en 1831 en la isla de Santo Tomás, en las Antillas Danesas (actuales Islas Vírgenes Estadounidenses). Su padre era alemán y su madre, venezolana de Cumaná. Esta se llamaba María Manuela Othon y Alcalá, y era prima hermana del Mariscal Antonio José de Sucre, el vencedor en la batalla de Ayacucho (9 de diciembre de 1824).
Federico Blume estudió ingeniería en la Escuela Industrial de Berlín y en el lnstituto Politécnico de Hannover. Ya titulado, fue ingeniero jefe de la construcción de varios ferrocarriles en Estados Unidos y posteriormente en Chile donde ejecutó el trazo del ferrocarril Santiago-Valparaíso y luego los de Copiapó-Caldera y el de Santiago a Talca.
En 1857 vino al Perú y su cercano parentesco con el mariscal Sucre le facilitó su nombramiento como ingeniero del Estado peruano, por lo que desde entonces fijó definitivamente su residencia en Perú. Blume dirigió los trazos y la construcción de los ferrocarriles de Arequipa a Mollendo, de Iquique a La Noria, de Tacna a Arica, de Ancón a Chancay, del Ferrocarril Central y el de Paita a Piura. Realizó también en nuestro país el tendido de las redes de agua potable de Chorrillos y varios puentes y edificios. En 1867, invitado a comer a Palacio por el presidente Juan Antonio Pezet conoció allí a doña Enriqueta Corbacho y Tirado, contrayendo matrimonio con esta dama peruana en 1872.
Blume trabajó en el trazado y la construcción de los ferrocarriles peruanos. Aun así, era un gran entusiasta de los temas marinos y sus extraños experimentos le valieron el apodo del loco Blume. Con motivo de la guerra entre Perú y España, proyectó y comprobó teóricamente la construcción de un submarino, proponiendo dicho proyecto al Gobierno peruano. Pero debido a la retirada española, tras el bombardeo de El Callao por la flota española dirigida por Casto Méndez Núñez (1866), nada se hizo en este sentido y Blume desistió temporalmente en sus empeños de construir un submarino para la Armada peruana.
Afincado en nuestro país, casado con dama peruana e hijos igualmente peruanos, Federico Blume tomó gran cariño por el Perú, y como el mejor de los peruanos deseaba fervientemente ver libre a nuestra patria del dominio marítimo que nos imponía el país sureño debido a la supremacía de su armada, hundido ya el célebre monitor Huáscar “en algún punto entre Santiago y Tacna” según los vagos informes de aquella época.

## El submarino de Blume
En 1879, Perú entabló una infortunada guerra contra Chile y para la que no estaba debidamente preparado desde el punto de vista naval. En aquel entonces, Blume era dueño y operador del ferrocarril de Paita, y decidió construir su submarino utilizando sus propios talleres y sin contar con la ayuda del Gobierno peruano, aunque le tuvo al tanto de sus planes. Blume ofrece al Presidente del Perú, Nicolás de Piérola, su invento, diciéndole: "Estoy seguro que podré construir "botes submarinos" para volar los blindados chilenos". 
El submarino de Blume (bautizado Toro) fue probado navegando por la superficie y sumergido. Los oficiales de la Armada peruana consideraron que la prueba había tenido unos resultados muy satisfactorios y dieron fe de la demostración. Pero, a pesar de que este submarino había pasado las pruebas con éxito, recibió poco crédito salvo en Perú y, gracias a los informes del investigador norteamericano Stewart, en los Estados Unidos.
Como resultado de la demostración, el general Manuel de Mendiburu, ministro de Guerra y de Marina, ordenó que el submarino fuera remolcado hasta el Callao por el capitán de navío Ezequiel Otoya con el fin de que fuera probado nuevamente con el mayor secreto.
Finalizadas las pruebas con éxito, se decidió modificarlo mediante la instalación de un equipo motor activado por aire comprimido y una ventilación similar a la de los snorkels que luego utilizarían los alemanes en la Segunda Guerra Mundial. El general Mendiburu, asesorado por marinos de su confianza, quiso equiparlo ofensivamente con un torpedo externo tipo Lay. Sin embargo, Blume se opuso, ya que lo diseñó especialmente para que transportara minas hidrostática capaz de adherirse al costado o debajo del casco de un buque enemigo.
Tal como señala Jorge Navarro, la captura del monitor Huáscar en el combate de Angamos 1879, al norte de Antofagasta, y la pérdida de otras unidades de la Armada peruana, forzó al Perú a pasar a la defensiva y para combatir a la Armada chilena se procedió al uso de la minas y otros artefactos explosivos como armas ofensivas. Federico Blume contó con el eficaz asesoramiento del oficial peruano Bernabé Carrasco, así como de otros oficiales y civiles peruanos, como el señor Cuadros, para diseñar minas y otros artefactos muy sutiles y eficaces con los que los peruanos lograron destruir unidades de la Armada de Chile, como el vapor Loa y la goleta Covadonga, y también fueron equipadas lanchas torpederas con torpedos adquiridos en Estados Unidos.
El submarino quedó preparado para su empleo en la guerra y esperando su oportunidad de entrar en acción durante el Bloqueo del Callao. Sin embargo, al vencer Chile al Perú luego la Batalla de Miraflores sus equipos fueron inutilizados y a continuación fue hundido, junto con el resto de la escuadra peruana el 17 de enero de 1881. Posteriormente fue reflotado por el enemigo y llevado a Chile como trofeo de guerra, donde se perdió definitivamente su rastro.